# Tegner Township, Kittson County, Minnesota
Tegner Township är en plats i Kittson County i Minnesota i USA. Invånarna uppgick år 2000 till 67 i antalet.

### Fotnoter
1. ↑  ”Table DP-1. Profile of General Demographic Characteristics: 2000” (på engelska). US Census. 13 mars 2000. Arkiverad från originalet den 5 september 2004. https://web.archive.org/web/20040905004842/http://censtats.census.gov/data/MN/0602706964336.pdf. Läst 9 augusti 2013.